# Filippa Angeldahl
Ingrid Filippa Angeldal, née le 14 juillet 1997 à Uppsala en Suède, est une joueuse internationale suédoise de football évoluant au poste de milieu de terrain au Real Madrid.
Elle remporte la médaille d'argent avec l'équipe de Suède lors des Jeux olympiques de Tokyo en 2021.

## Biographie
Filippa Angeldahl pratique le bandy dans sa jeunesse en parallèle du football, remportant avec la sélection nationale le Championnat du monde des moins de 17 ans en 2013 et le Championnat d'Europe des moins de 19 ans en 2019.
Elle dispute la Coupe du monde féminine de football des moins de 20 ans 2018 puis le tournoi féminin de football aux Jeux olympiques d'été de 2020 où elle remporte la médaille d'argent.
En Septembre 2021 elle signe un contrat de deux ans à Manchester City.

## Palmarès

### En sélection
- Suède
  - Jeux olympiques :
    -  Médaille d'argent en 2020.

### En club
- Kopparbergs/Göteborg FC
  - Championnat de Suède :
    - Championne en 2020.